# کووناچین
کووناچین (به لهستانی:  Kownacin) یک روستا در لهستان است که در گمینا گرابووو واقع شده‌است.
 کووناچین  ۳۰ نفر جمعیت دارد.